# День военно-воздушных сил Ирана

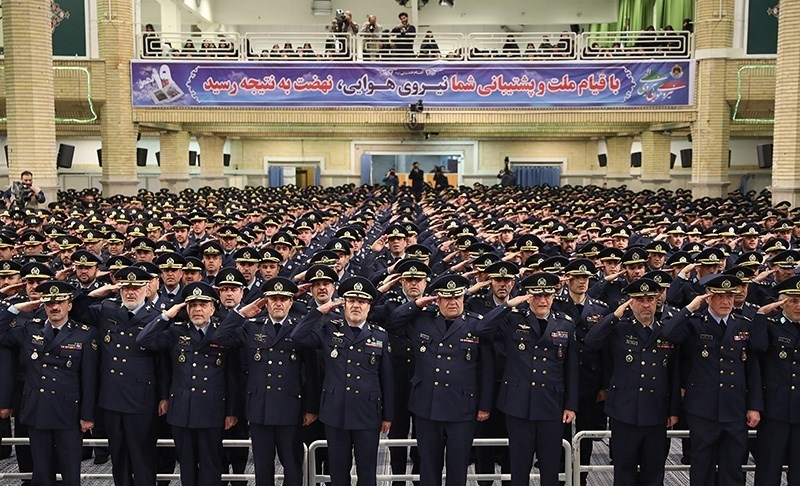
Военно-воздушные силы Ирана

День военно-воздушных войск ИРИ (перс. روز نیروی هوای‎) отмечается 19 бахмана по иранскому календарю (8 февраля). В этот день в 1979 году офицеры военно-воздушных сил Ирана заявили аятолле Хомейни о своей верности революции и народу. Этот день стал одним из решающих в ходе революции и впоследствии был назван днем ВВС.
Военно-воздушные силы сыграли не последнюю роль в свержении шахского режима в Иране. Протесты в военно-воздушных гарнизонах начались в конце декабря 1978 года, и отразились в СМИ, однако в штабах эта информация опровергалась. Часть протестующих военных была уволена, часть отправлена в ссылку.
Ещё до возвращения Хомейни в Иран часть военных ВВС встретилась с его соратником по Исламской революции Махмудом Телегани 26 января 1979 года и заявили, что готовы помочь. Протесты начинаются и в других гарнизонах.

## События 8 февраля 1979 года
- Джафар Шариф-Эмами, премьер-министр Ирана в 1978 году, приближенный Мохаммад Реза шаха в результате событий так называемой «Черной пятницы» (8 сентября 1979 года) и убийством школьников (4 ноября 1979) решает оставить свой пост и сбегает из страны.
- Летчики ВВС ИРИ приходят в тегеранскую школу Рефах, где находилась штаб-квартира аятоллы Хомейни, чтобы сообщить ему о своей преданности революции.
- С этого дня военные начинают поддерживать революционеров.
- Сторонники шахского режима поджигают город Хой в провинции Западный Азербайджан и совершают рейд на женский хамам в городе Гонбад.
- Глава Ливии Муаммар Каддафи заявляет о том, что поддерживает исламскую революцию в Иране.
- В Горгане проходят столкновения, в ходе которых пять человек погибает, одиннадцать ранены[1].

## Стычка между шахской гвардией и летчиками ВВС 9 февраля
После того, как стало известно, что часть летчиков ВВС заявили о своей верности аятолле Хомейни, шахская гвардия решает напасть на одну из баз ВВС в Тегеране вечером 9 февраля, однако захватить базу не удается. На помощь военным летчикам приходят обычные люди.
Вооруженное противостояние между мирным населением и военными по факту начинается как раз со стычки на военной базе Доушан Таппех (перс. دوشان تپه‎)
9 февраля.